# Gran Premio motociclistico di Francia 1999
Il Gran Premio motociclistico di Francia 1999 corso il 23 maggio, è stato il quarto Gran Premio della stagione 1999 del motomondiale e ha visto vincere la Honda di Àlex Crivillé nella classe 500, Tōru Ukawa nella classe 250 e Roberto Locatelli nella classe 125.

## Classe 500

### Arrivati al traguardo
| Pos | Nº | Pilota              | Squadra                   | Motocicletta | Giri | Tempo     | Griglia | Punti |
| --- | -- | ------------------- | ------------------------- | ------------ | ---- | --------- | ------- | ----- |
| 1   | 3  | Àlex Crivillé       | Repsol Honda              | Honda        | 31   | 42:35.648 | 5       | 25    |
| 2   | 19 | John Kocinski       | Kanemoto Honda            | Honda        | 31   | +11.398   | 3       | 20    |
| 3   | 31 | Tetsuya Harada      | Aprilia Grand Prix Racing | Aprilia      | 31   | +13.657   | 7       | 16    |
| 4   | 15 | Sete Gibernau       | Repsol Honda              | Honda        | 31   | +14.370   | 14      | 13    |
| 5   | 4  | Carlos Checa        | Marlboro Yamaha           | Yamaha       | 31   | +14.409   | 4       | 11    |
| 6   | 6  | Norick Abe          | Antena 3 Yamaha-D'Antin   | Yamaha       | 31   | +16.639   | 10      | 10    |
| 7   | 14 | Juan Bautista Borja | MoviStar Honda Pons       | Honda        | 31   | +21.224   | 15      | 9     |
| 8   | 55 | Régis Laconi        | Red Bull Yamaha WCM       | Yamaha       | 31   | +21.245   | 13      | 8     |
| 9   | 8  | Tadayuki Okada      | Repsol Honda              | Honda        | 31   | +26.063   | 8       | 7     |
| 10  | 5  | Alex Barros         | MoviStar Honda Pons       | Honda        | 31   | +27.625   | 12      | 6     |
| 11  | 11 | Simon Crafar        | Red Bull Yamaha WCM       | Yamaha       | 31   | +1:02.754 | 18      | 5     |
| 12  | 22 | Sébastien Gimbert   | Tecmas Honda Elf          | Honda        | 31   | +1:12.210 | 19      | 4     |
| 13  | 26 | Haruchika Aoki      | FCC TSR                   | TSR-Honda    | 31   | +1:15.698 | 16      | 3     |
| 14  | 18 | Markus Ober         | Dee Cee Jeans Racing      | Honda        | 30   | +1 giro   | 23      | 2     |

### Ritirati
| Nº | Pilota                   | Squadra           | Motocicletta | Giri | Griglia |
| -- | ------------------------ | ----------------- | ------------ | ---- | ------- |
| 10 | Kenny Roberts Jr         | Suzuki Grand Prix | Suzuki       | 24   | 2       |
| 17 | Jurgen van den Goorbergh | Biland GP1        | MuZ Weber    | 7    | 9       |
| 12 | Jean-Michel Bayle        | Proton KR Modenas | Modenas KR3  | 5    | 11      |
| 7  | Luca Cadalora            | Biland GP1        | MuZ Weber    | 4    | 6       |
| 2  | Max Biaggi               | Marlboro Yamaha   | Yamaha       | 2    | 1       |
| 21 | Michael Rutter           | Millar Honda      | Honda        | 0    | 22      |
| 25 | José Luis Cardoso        | Maxon TSR         | TSR-Honda    | 0    | 20      |

### Non partiti
| Nº | Pilota         | Squadra           | Motocicletta | Griglia |
| -- | -------------- | ----------------- | ------------ | ------- |
| 16 | Yukio Kagayama | Suzuki Grand Prix | Suzuki       | 17      |
| 20 | Mike Hale      | Proton KR Modenas | Modenas KR3  | 21      |

### Non qualificato
| Nº | Pilota      | Squadra                    | Motocicletta |
| -- | ----------- | -------------------------- | ------------ |
| 68 | Mark Willis | Buckley Systems BSL Racing | BSL          |

## Classe 250

### Arrivati al traguardo
| Pos | Nº | Pilota             | Squadra                    | Motocicletta | Giri | Tempo     | Griglia | Punti |
| --- | -- | ------------------ | -------------------------- | ------------ | ---- | --------- | ------- | ----- |
| 1   | 4  | Tōru Ukawa         | Shell Advance Honda        | Honda        | 29   | 40:50.340 | 4       | 25    |
| 2   | 56 | Shin'ya Nakano     | Chesterfield Yamaha Tech 3 | Yamaha       | 29   | +10.940   | 5       | 20    |
| 3   | 7  | Stefano Perugini   | Fila Watches Honda         | Honda        | 29   | +20.696   | 8       | 16    |
| 4   | 6  | Ralf Waldmann      | Aprilia Germany            | Aprilia      | 29   | +21.219   | 6       | 13    |
| 5   | 24 | Jason Vincent      | Padgetts HRC Shop          | Honda        | 29   | +21.421   | 12      | 11    |
| 6   | 21 | Franco Battaini    | FGF Battaini Racing        | Aprilia      | 29   | +26.021   | 2       | 10    |
| 7   | 12 | Sebastián Porto    | Semprucci Biesse-Group     | Yamaha       | 29   | +29.172   | 13      | 9     |
| 8   | 66 | Alex Hofmann       | Racing Factory             | TSR-Honda    | 29   | +35.011   | 14      | 8     |
| 9   | 14 | Anthony West       | Shell Advance Honda        | TSR-Honda    | 29   | +35.916   | 19      | 7     |
| 10  | 31 | Toshihiko Honma    | Chesterfield Yamaha Tech 3 | Yamaha       | 29   | +38.122   | 10      | 6     |
| 11  | 9  | Jeremy McWilliams  | QUB Team Optimum           | Aprilia      | 29   | +43.060   | 9       | 5     |
| 12  | 10 | Fonsi Nieto        | Antena 3 Yamaha-D'Antin    | Yamaha       | 29   | +52.963   | 22      | 4     |
| 13  | 36 | Masaki Tokudome    | Dee Cee Jeans Racing       | TSR-Honda    | 29   | +52.970   | 21      | 3     |
| 14  | 37 | Luca Boscoscuro    | Polini                     | TSR-Honda    | 29   | +53.198   | 15      | 2     |
| 15  | 34 | Marcellino Lucchi  | Docshop Racing             | Aprilia      | 29   | +56.805   | 11      | 1     |
| 16  | 68 | Vincent Philippe   | Equipe de France           | Honda        | 29   | +1:24.349 | 20      |       |
| 17  | 11 | Tomomi Manako      | Yamaha Kurz Aral           | Yamaha       | 29   | +1:29.118 | 23      |       |
| 18  | 58 | Matias Rios        | PR2 Mitsubishi             | Aprilia      | 28   | +1 giro   | 26      |       |
| 19  | 22 | Lucas Oliver Bultó | Yamaha Kurz Aral           | Yamaha       | 28   | +1 giro   | 28      |       |
| 20  | 27 | Rob Filart         | Rizla Honda                | Honda        | 28   | +1 giro   | 24      |       |

### Ritirati
| Nº | Pilota          | Squadra                   | Motocicletta | Giri | Griglia |
| -- | --------------- | ------------------------- | ------------ | ---- | ------- |
| 46 | Valentino Rossi | Aprilia Grand Prix Racing | Aprilia      | 28   | 1       |
| 15 | David García    | Antena 3 Yamaha-D'Antin   | Yamaha       | 24   | 17      |
| 23 | Julien Allemand | Tecmas Honda Elf          | TSR-Honda    | 22   | 16      |
| 1  | Loris Capirossi | Elf Axo Honda Gresini     | Honda        | 21   | 3       |
| 44 | Roberto Rolfo   | Vasco Rossi Racing        | Aprilia      | 15   | 7       |
| 41 | Jarno Janssen   | Rizla Honda               | TSR-Honda    | 9    | 18      |
| 16 | Johan Stigefelt | Edo Racing                | Yamaha       | 1    | 25      |
| 93 | Hervé Mora      | Ferro Moto Sport          | Aprilia      | 1    | 29      |
| 65 | Julien Da Costa | Equipe de France          | Honda        | 1    | 27      |

### Non qualificato
| Nº | Pilota       | Moto  |
| -- | ------------ | ----- |
| 67 | Thomas Metro | Honda |

## Classe 125

### Arrivati al traguardo
| Pos | Nº | Pilota             | Squadra                      | Motocicletta | Giri | Tempo     | Griglia | Punti |
| --- | -- | ------------------ | ---------------------------- | ------------ | ---- | --------- | ------- | ----- |
| 1   | 15 | Roberto Locatelli  | Vasco Rossi Racing           | Aprilia      | 27   | 40:23.904 | 3       | 25    |
| 2   | 21 | Arnaud Vincent     | C.C. Valencia                | Aprilia      | 27   | +6.124    | 6       | 20    |
| 3   | 7  | Emilio Alzamora    | Via Digital Team             | Honda        | 27   | +6.401    | 5       | 16    |
| 4   | 4  | Masao Azuma        | Playlife Racing Team - Liege | Honda        | 27   | +6.567    | 2       | 13    |
| 5   | 6  | Noboru Ueda        | Givi Honda LCR               | Honda        | 27   | +7.015    | 11      | 11    |
| 6   | 13 | Marco Melandri     | Playlife Racing Team - Liege | Honda        | 27   | +7.090    | 8       | 10    |
| 7   | 8  | Gianluigi Scalvini | Inoxmacel Fontana Racing     | Aprilia      | 27   | +9.163    | 4       | 9     |
| 8   | 17 | Steve Jenkner      | Marlboro Team ADAC           | Aprilia      | 27   | +14.240   | 14      | 8     |
| 9   | 1  | Kazuto Sakata      | M.T.P. - Team Pileri         | Honda        | 27   | +14.996   | 17      | 7     |
| 10  | 16 | Simone Sanna       | Polini                       | Honda        | 27   | +15.487   | 7       | 6     |
| 11  | 12 | Randy de Puniet    | Scrab Competition            | Aprilia      | 27   | +15.490   | 20      | 5     |
| 12  | 29 | Ángel Nieto Jr     | Via Digital Team             | Honda        | 27   | +15.865   | 18      | 4     |
| 13  | 32 | Mirko Giansanti    | Kappa Racing                 | Aprilia      | 27   | +19.043   | 12      | 3     |
| 14  | 10 | Jerónimo Vidal     | C.C. Valencia                | Aprilia      | 27   | +34.498   | 10      | 2     |
| 15  | 9  | Frédéric Petit     | Racing Moto Sport            | Aprilia      | 27   | +36.391   | 19      | 1     |
| 16  | 23 | Gino Borsoi        | Semprucci Biesse-Group       | Aprilia      | 27   | +39.141   | 16      |       |
| 17  | 20 | Bernhard Absmeier  | Mayer-Rubatto Racing         | Aprilia      | 27   | +1:00.715 | 24      |       |
| 18  | 22 | Pablo Nieto        | Festina-Derbi                | Derbi        | 27   | +1:00.814 | 27      |       |
| 19  | 59 | Grégory Lefort     | Provence Moto Sport          | Aprilia      | 27   | +1:19.170 | 25      |       |
| 20  | 58 | Eric Dubray        | S.M.D.                       | Honda        | 26   | +1 giro   | 28      |       |
| 21  | 60 | Hervé Louiset      | Dom Racing                   | Honda        | 26   | +1 giro   | 29      |       |
| 22  | 52 | Mike Lougassi      | Team GMS                     | Honda        | 25   | +2 giri   | 30      |       |

### Ritirati
| Nº | Pilota               | Squadra           | Motocicletta | Giri | Griglia |
| -- | -------------------- | ----------------- | ------------ | ---- | ------- |
| 44 | Alessandro Brannetti | Future Strategies | Aprilia      | 19   | 15      |
| 18 | Reinhard Stolz       | Polini            | Honda        | 5    | 23      |
| 11 | Max Sabbatani        | Matteoni Racing   | Honda        | 5    | 21      |
| 5  | Lucio Cecchinello    | Givi Honda LCR    | Honda        | 2    | 1       |
| 54 | Manuel Poggiali      | Kappa Racing      | Aprilia      | 1    | 13      |
| 26 | Ivan Goi             | Matteoni Racing   | Honda        | 0    | 22      |
| 41 | Yōichi Ui            | Festina-Derbi     | Derbi        | 0    | 9       |

### Non partito
| Nº | Pilota      | Moto  | Griglia |
| -- | ----------- | ----- | ------- |
| 61 | Jimmy Petit | Honda | 26      |